# Пиконе, Валентино
Валенти́но Пико́не (итал. Valentino Picone; род. 23 марта 1971, Палермо) ─ итальянский актёр театра и кино, кабаретист, режиссёр, сценарист, телеведущий. Является участником комического дуэта Фикарра и Пиконе.

## Биография
Pодился 23 марта 1971 года в Палермо. Окончил классическую среднюю школу имени Виктора Эммануила II в Палермо. Позднее он получил высшее юридическое образование. После окончания университета он решил посвятить себя своей большой страсти — кино. 
Вместе с Сальваторе Фикарра, с которым он познакомился в 1993 году, в туристической деревне в Таормине, они создали комический дуэт Фикарра и Пиконе. В составе дуэта они участвовали в передачах «Seven Show», «Zelig», «Zelig Circus», «Gnu», «L'ottavo nano», а с 2005 по 2020 год вели многочисленные выпуски телепередачи «Striscia la notizia».
В 2000 году дебютировал в кино, в фильме «Три придурка и удача» режиссёров Альдо, Джованни и Джакомо. 
Он также снялся вместе с Сальваторе Фикарра в фильмах «Утомлённые с рождения» (2002), «Седьмой и восьмой» (2007), «Запутанная история» (2009), «Даже если любовь не заметна» (2011), «Уедем к чёртовой бабушке» (2014), «Закону тут не место» ( 2017) и «Самое первое Рождество» (2019). Они также снялись в фильме Джузеппе Торнаторе «Баария». 
1 января 2022 года, на платформе Netflix, вышел их совместный, с Сальваторе Фикарра, первый сериал под названием «Подставили!».  
В 2023 году на экраны вышел фильм «Святые небеса».  

## Фильмография
| Год         |   | Русское название            | Оригинальное название        | Роль                       |
| ----------- | - | --------------------------- | ---------------------------- | -------------------------- |
| 2000        | ф | Три придурка и удача        | Chiedimi se sono felice      | актёр                      |
| 2002        | ф | Утомлённые с рождения       | Nati stanchi                 | актёр, сценарист           |
| 2007        | ф | Седьмой и восьмой           | Il 7 e l'8                   | актёр, сценарист, режиссёр |
| 2009        | ф | Баария                      | Baarìa                       | актёр                      |
| 2009        | ф | Запутанная история          | La matassa                   | актёр, сценарист, режиссёр |
| 2011        | ф | Даже если любовь не заметна | Anche se è amore non si vede | актёр, сценарист, режиссёр |
| 2017        | ф | Закону тут не место         | L'ora legale                 | актёр, сценарист, режиссёр |
| 2022 — 2023 | с | Подставили!                 | Incastrati                   | актёр, сценарист, режиссёр |
| 2025        | ф | Ослепление                  | L'abbaglio                   | актёр                      |